# Aeroportul Griffing Sandusky
Aeroportul Griffing Sandusky (IATA: SKY, ICAO: KSKY, FAA LID: SKY) este un aeroport din Ohio, Statele Unite ale Americii ce deservește zona Sandusky⁠(d). A fost numit după zona deservită.
Situat la o altitudine de 177 m, aeroportul dispune de 1 pistă.

## Infrastructură

### Piste
Aeroportul dispune de o singură pistă. Pista are orientarea 18/36. 